# فرانکلین (اوهایو)
فرانکلین(به انگلیسی: Franklin) شهری در ایالت اوهایو کشور ایالات متحده آمریکا است که جمعیت آن در سرشماری سال ۲۰۱۰ میلادی، ۱۱٬۷۷۱ نفر بوده‌است.